# Ghiacciaio Jutland
Il ghiacciaio Jutland è un ghiacciaio lungo circa 33 km situato nella parte nord-occidentale della Dipendenza di Ross, nell'Antartide orientale. Il ghiacciaio Jutland, il cui punto più alto si trova a quasi 1800 m s.l.m., si trova nell'entroterra della costa di Borchgrevink, nella parte occidentale dei monti della Vittoria, dove fluisce verso nord-ovest a partire da una sella che condivide con il ghiacciaio Midway, che invece fluisce verso sud-sud-est, scorrendo tra il picco Thomson, nella dorsale Mirabito, a ovest, e il picco Bridwell, a est, fino a terminare in una piana innevata dove arriva anche, da nord-est, il flusso del ghiacciaio Greenwell.

## Storia
Il ghiacciaio Jutland è stata mappato per la prima volta dallo United States Geological Survey grazie a fotografie aeree scattate dalla marina militare statunitense (USN) nel periodo 1960-64, ed è stato così battezzato dal reparto settentrionale della spedizione di esplorazione antartica svolta nel 1962-63 dal club antartico neozelandese, in omaggio alla vittoria ottenuta dalla marina militare britannica nella battaglia dello Jutland.